# Elsa Brändström
Elsa Brändström (født 26. marts 1888 i Sankt Petersborg, Rusland, død 4. marts 1948 i Cambridge, Massachusetts) var en svensk sygeplejerske og humanist.
Efter den højere pigeskole i Linköping, uddannede Elsa Brändström sig ved Anna Sandströms lærerindeseminarium i Stockholm. 
Da faderen blev svensk gesandt i Sankt Petersborg, fulgte hun med familien, og da hendes moder senere døde, måtte Elsa tage sig af boligen.
Ved 1. verdenskrigs udbrud fik hun som frivillig en lynuddannelse til krigssygeplejerske i Sankt Petersborg. Hun tog sig bl.a. udveksling af invalider og fik på denne tid tilnavnet "Sibiriens engel". Fra 1915 havde hun også opgaver for svensk Røde Kors. Hun rejste da med de tog, som transporterede tyske krigsfanger fra Sibirien til Tyskland til udveksling med hårdt sårede russiske soldater. Elsa B. gjorde et enestående arbejde for fangerne og kæmpede med stor ihærdighed mod al ligegyldighed med fangernes skæbne. Hun samarbejdede med Wilhelm Sarwe.
Efter krigen skrev hun en bog om sine oplevelser. Indkomsten fra bogsalget samt fra en foredragsturné hjalp hendes indsamling af midler til krigsfangernes fornødenheder ved hjemkomsten. 
Under sine rejser pådrog hun sig plettyfus, og i forbindelse med oktoberrevolutionen undgik hun med nød og næppe at blive skudt som formodet spion. Hun bosatte sig i Tyskland, hvor hun traf den tyske pædagogikprofessor Robert Ulich, som hun giftede sig med. Som anerkendelse for sin indsats fik hun den kongelige svenske medalje Illis Quorum og blev udnævnt til medicinsk æresdoktor.
Da nazisterne kom til magten i Tyskland, blev hun på forskellig vis truet og familien flyttede derfor til USA i 1934.

## Trivia
- Elsa-Brändström-Strasse findes i flere tyske nyer, bl.a. i Köln i nærheden af Zoo og Rhinen.
- I 1971 kom dokumentarfilmen "Elsa Brändström", skrevet af Hans Wiese og instrueret af Fritz Umgelter, og med Renate Zillessen i titelrollen.